# Pląsawica
Pląsawica (łac. chorea) – mimowolne, nieprawidłowe ruchy obwodowych części ciała. Tego typu zaburzenie może być spowodowane bądź pierwotną chorobą ośrodkowego układu nerwowego, bądź toksycznym czy urazowym uszkodzeniem określonych struktur mózgowia. Termin wprowadzony do medycyny przez Octaviusa Sturgesa.

## Podział

### Pląsawice wrodzone
- pląsawica Huntingtona
- neuroakantocytoza
- choroba Wilsona

### Pląsawice nabyte
- złośliwy zespół neuroleptyczny
- w zatruciach
- polekowe
- w zaburzeniach metabolicznych
- pląsawica ciężarnych
- infekcyjne i poinfekcyjne (w tym pląsawica Sydenhama)
- po udarze jąder podstawy